# Le Fils du Français
Pour plus de détails, voir Fiche technique et Distribution.
Le Fils du Français est un film français réalisé par Gérard Lauzier, sorti le 15 décembre 1999.

## Synopsis
Benjamin, 9 ans, n'a plus sa mère. Il veut retrouver son père, chercheur d'or au Brésil. Les seules personnes susceptibles de l'y accompagner sont ses deux grands-mères, Anne et Suzanne, opposées en tout et se détestant. 
Un voyage mouvementé en perspective, qu'ils ne sont pas près d'oublier...

## Fiche technique
- Titre : Le Fils du Français
- Réalisation : Gérard Lauzier
- Scénario : Gérard Lauzier
- Musique : Vladimir Cosma
- Photographie : Robert Alazraki
- Montage : Georges Klotz
- Production : Jean-Louis Livi
- Société de production : Film Par Film, TF1 Films Production et TPS Cinéma
- Pays :  France
- Genre : aventures et comédie
- Durée : 107 minutes
- Dates de sortie : 
  - France : 15 décembre 1999

## Distribution
- Josiane Balasko : Suzanne
- Fanny Ardant : Anne
- Thierry Frémont : Jean
- David-Alexandre Parquier : Benjamin
- Florian Robin: Julien
- Luca Barbareschi : Aureliano
- George Aguilar : le chef indien
- Éric Boucher : Christian Laviel
- Daniel Ceccaldi : Monsieur Oliver
- Cyrille Bonnet : Marcel
- Fanny Valette : Iracema´
- Doris Diaz  : Indienne I
- Elisa Escames: Indienne II
- Enrique Dorante: Chef Indien II
- Isabelle Doval : Hôtesse de l'air

## Autour du film
Le film devait se tourner au Brésil, mais à cause de la crise monétaire, le réalisateur a dû se rabattre sur le Venezuela.